# ナッティ・プロフェッサー2 クランプ家の面々
『ナッティ・プロフェッサー2 クランプ家の面々』（ナッティ・プロフェッサー2 クランプいえ の めんめん Nutty Professor II: The Klumps）は、2000年に公開されたアメリカ映画。

## ストーリー
ウェルマン大学のクランプ教授は、かつては封印したはずのバディの人格が悪性遺伝子として残り、彼の人格の暴走に日々悩まされていた。
同僚のデニーズ・ゲインズとともに若返りの薬の実験を成功するが、ある日、デニーズが他の大学に移転することが決まり、思い切って告白しようとするが、バディの人格の暴走で下ネタを連発。彼女の顰蹙を買ってしまう。
ヤケになった彼は、デニーズが研究していた遺伝子の分離実験を使い、自身の体内のバディの悪性遺伝子を取り出し、デニーズへの告白を成功させる。
しかし、研究室の老犬のバスターの抜け毛の遺伝子とバディの遺伝子が偶然結合し、バディが実体化してしまい、若返りの薬と研究成果の横取りを企てる。一方のクランプは遺伝子の分離により、どんどん知能が減退していってしまい…。

## 登場人物
シャーマン・クランプ
演 - エディ・マーフィ
ウェルマン大学の教授。バティの人格に悩まされておりカウンセラーに通っている。バディを自分の体から追い出したが、それにより知能の低下に見舞われる。
バディ・ラヴ
演 - エディ・マーフィ
シャーマンの体内にいる遺伝子。シャーマンにより追い出されたが犬のバスターの毛と結合して実体化してしまう。
ランス・パーキンス
演 - エディ・マーフィ
エアロビクスインストラクター。前作のアーカイブ映像の流用で登場。
デニーズ・ゲインズ
演 - ジャネット・ジャクソン
女性教授。シャーマンに好意を抱く。
リッチモンド
演 - ラリー・ミラー
学部長。前作と比べて若干シャーマンに対する当たりは温和になってはいるが、シャーマンの記者会見の失敗により巨大化したハムスターに散々な目に合う。　
リアン・ギルフォード
演 - メリンダ・マックグロウ
大手製薬会社の社長。実体化したバディがシャーマンの若返り薬を売り込もうと企む。
ジェイソン
演 - ジョン・アレス
シャーマンの助手。
アイザック
演 - ガブリエル・ウィリアムズ
祖母アイダのボーイフレンド。高齢で耳が悪く補聴器を付けている。
ノール博士
演 - アール・ボーエン
シャーマンにセラピーを行った精神分析医。冒頭でシャーマンが悪夢を見てることをまともに受けあわずに喧嘩になるが、「(自分の身体の)ボスは私」と自分で言い聞かせる事を勧める。

### クランプ家
アンナ・クランプ
演 - エディ・マーフィ
シャーマンの母。クリータスとの夜の性生活に悩みを抱える。
クリータス・クランプ
演 - エディ・マーフィ
シャーマンの父。長年勤めていた建設作業員の仕事を解雇された事により勃起不全に陥り自信を失っていた。
シャーマンの若返りの薬で思わぬトラブルに巻き込まれる。
アーニー・クランプ
演 - エディ・マーフィ
シャーマンの兄。
バツ一であることが本作で発覚しており、弟のシャーマンが秀才として家族の自慢になってるのが内心面白くないらしく「大先生」と嫌味を言う。
行儀の悪い息子に手を焼いてはいるが、叱る際にスプーンを投げつけてアンナから叱責された。
アイダ＝メイ・ジェンキンス
演 - エディ・マーフィ
シャーマンの祖母。
新しいボーイフレンドができたが、相変わらず性的に奔放な言動を繰り返すためクリータスに目の敵にされている。ひょんな事から実体化したバディ・ラブと鉢合わせする。
アーニー・クランプJr.
演 - ジャマール・ミクソン
アーニーの息子。家族で訪れたバイキングレストランでマシーンに直接口をつけてソフトクリームを食べようとするなどやりたい放題の行動に出る。

## キャスト
| 役名                               | 俳優                           | 日本語吹き替え | 日本語吹き替え |
| 役名                               | 俳優                           | ソフト版       | フジテレビ版   |
| ---------------------------------- | ------------------------------ | -------------- | -------------- |
| シャーマン・クランプ               | エディ・マーフィ               | 江原正士       | 山寺宏一       |
| バディ・ラヴ                       | エディ・マーフィ               | 江原正士       | 山寺宏一       |
| アンナ・クランプ（母）             | エディ・マーフィ               | 江原正士       | 山寺宏一       |
| クリータス・クランプ（父）         | エディ・マーフィ               | 江原正士       | 山寺宏一       |
| アーニー・クランプ（兄）           | エディ・マーフィ               | 江原正士       | 山寺宏一       |
| アイダ＝メイ・ジェンキンス（祖母） | エディ・マーフィ               | 江原正士       | 山寺宏一       |
| ランス・パーキンス                 | エディ・マーフィ               | 江原正士       | 山寺宏一       |
| デニーズ・ゲインズ                 | ジャネット・ジャクソン         | 山像かおり     | 佐々木優子     |
| デニースの父                       | リチャード・ガント             | 松井範雄       | 藤本譲         |
| デニースの母                       | アンナ・マリア・ホースフォード | 立石まゆみ     | 久保田民絵     |
| リッチモンド学部長                 | ラリー・ミラー                 | 堀之紀         | 野島昭生       |
| ジェイソン                         | ジョン・アレス                 | 落合弘治       | 中原茂         |
| リアン                             | メリンダ・マックグロウ         | 深水由美       | 山像かおり     |

- フジテレビ版:初回放送2004年7月9日『ミッドナイトアートシアター』

## スタッフ
- 監督：ピーター・シーガル
- 製作：ブライアン・グレイザー
- 製作総指揮：ジェームズ・D・ブルベイカー、カレン・ケーラ、ジェリー・ルイス、エディ・マーフィ、トム・シャドヤック
- 原案：スティーヴ・オーデカーク、バリー・W・ブラウスタイン、デヴィッド・シェフィールド
- 脚本：バリー・W・ブラウスタイン、デヴィッド・シェフィールド、ポール・ワイツ、クリス・ワイツ
- 撮影：ディーン・セムラー
- 編集：ウィリアム・カー
- 音楽：デヴィッド・ニューマン
- 歌：ジャネット・ジャクソン「ダズント・リアリー・マター」

## 評価
Rotten Tomatoesの支持率は26%となっており、「エディ・マーフィーのクランプ一家は陽気だが、映画自体は貧相な脚本や低俗さに依存しているため崩壊している」と批評されている。ザ・ニューヨーカーのアンソニー・レーンは映画を酷評し、マーフィーが演じたクランプ一家を「ミンストレルとして失格」と断じた。ロジャー・イーバートは四つ星満点中三つ星を与え、映画が「嘲笑的・スカトロジーである一方で、非常に面白い」と批評している。